# Andrea Bocelli
Andrea Bocelli (wym. /anˈdreːa boˈtʃɛlli/; ur. 22 września 1958 w La Sterza, Lajatico) – włoski śpiewak, tenor, kompozytor, autor piosenek, producent muzyczny i multiinstrumentalista.
Urodził się jako niedowidzący z jaskrą, a w wieku 12 lat całkowicie stracił wzrok, po krwotoku śródmózgowym wynikającym z wypadku podczas gry w piłkę nożną. Po roku pracy jako asystent w kancelarii prawnej opuścił to stanowisko, aby całkowicie poświęcić się śpiewaniu. Po wieczornych występach w barach i rywalizacji w lokalnych konkursach muzycznych podpisał swój pierwszy kontrakt z wytwórnią Sugar Music. Nabrał rozgłosu w 1993, kiedy razem z Zucchero zaśpiewał utwór „Miserere”. Zyskał sławę w 1994 dzięki zwycięstwie z utworem „Il mare calmo della sera” na 44. Festiwalu Piosenki Włoskiej w San Remo.
Jest najlepiej sprzedającym się śpiewakiem na świecie i jednym z artystów z największą liczbą sprzedanych wydawnictw muzycznych w historii. Do jego dyskografii należy kilkanaście albumów studyjnych, w tym osiem kompletnych oper: Cyganeria, Tosca, Trubadur, Werter, Pajace, Rycerskość wieśniacza, Carmen, Romeo i Julia i Andrea Chénier. Od 1994 nagrał 15 solowych albumów studyjnych zarówno muzyki pop, jak i klasycznej, trzy albumy z największymi przebojami i dziewięć kompletnych oper. Wszystkie jego albumy sprzedały się w nakładzie ponad 90 milionów egzemplarzy na całym świecie.
Odniósł sukces jako wykonawca, wprowadzając muzykę klasyczną na szczyty międzynarodowych list przebojów pop. Jego album, Romanza, jest jednym z najlepiej sprzedających się albumów wszech czasów, podczas gdy Sacred Arias jest najlepiej sprzedającym się klasycznym albumem z muzyką poważną w jednym wykonaniu. My Christmas był najlepiej sprzedającym się albumem świątecznym w 2009 i jednym z najlepiej sprzedających się albumów świątecznych w Stanach Zjednoczonych. Album Sì z 2019 zadebiutował na pierwszym miejscu na UK Albums Chart i US Billboard 200, stając się pierwszym albumem numer jeden w obu krajach. Jego piosenka „Con te partirò”, zawarta na jego drugim albumie Bocelli, jest jednym z najlepiej sprzedających się singli wszech czasów. Utwór został licencjonowany do udziału w serii reklam telewizyjnych dla TIM pod koniec 1990, dzięki czemu stał się bardzo popularny we Włoszech. Jeszcze większy sukces odniosła włosko-angielska wersja piosenki – „Time to Say Goodbye”, nagrana w duecie z Sarah Brightman.
W 1998 został uznany za jednego z 50 najpiękniejszych ludzi magazynu „People”. Wystąpił w duecie z Céline Dion w utworze „The Prayer” do filmu animowanego Magiczny miecz – Legenda Camelotu, który zdobył Złoty Glob za najlepszą oryginalną piosenkę i był nominowany do Oscara za najlepszą oryginalną piosenkę. W 1999 Bocelli został nominowany do nagrody Grammy dla najlepszego nowego artysty. Został odnotowany w Księdze Rekordów Guinnessa wraz z wydaniem swojego albumu Sacred Arias, ponieważ jednocześnie zajmował trzy pierwsze pozycje na amerykańskich listach przebojów Classical Albums.
Współpracował z wieloma znanymi na całym świecie artystami, takimi jak: Zucchero, Luciano Pavarotti, Lady Gaga, Dua Lipa, Ed Sheeran, Jennifer Lopez, Barbra Streisand, Céline Dion, Christina Aguilera, John Miles, Marta Sánchez, Stevie Wonder, Hélène Ségara, Giorgia, Sarah Brightman, Laura Pausini, Natalie Cole, Mary J. Blige i Ariana Grande. Śpiewał w ważnych teatrach operowych jak Carnegie Hall, Wiener Staatsoper i Metropolitan Opera. Piosenkarka Céline Dion powiedziała, że „jeśli Bóg ma mieć śpiewający głos, musi brzmieć bardzo podobnie do Andrei Bocellego”, a producent muzyczny David Foster często opisywał głos Bocellego jako najpiękniejszy na świecie. Podczas swojej kariery śpiewał dla królowej Elżbiety II na Royal Variety Performance w Londynie, a także dla różnych prezydentów i trzech papieży.
W 2006 został Wielkim Oficerem Orderu Zasługi Republiki Włoskiej. W 2009 został odznaczony dominikańskim Orderem Zasługi Duarte, Sancheza i Melli. W 2010 został uhonorowany gwiazdą w Hollywood Walk of Fame za swój wkład w Live Theater. W 2022 prezydent Serbii Aleksandar Vučić odznaczył go Złotym Medalem za Zasługi dla Serbii.

## Życiorys

### Rodzina i edukacja
Urodził się 22 września 1958 w La Sterza, wiosce obok Lajatico, w rodzinie pochodzenia chłopskiego. W XVIII i w części XIX wieku niektórzy z jej członków byli dzierżawcami w gospodarstwie Spedaletto, niedaleko Volterry, należącym do książąt Corsini. Jest synem Edi Aringhieri i Alessandro Bocellego, rolników, właścicieli firmy zajmującej się produkcją i handlem maszynami rolniczymi. Ma młodszego brata, Alberto. Dorastał na rodzinnej farmie, gdzie sprzedawał maszyny rolnicze i produkował wino. Został wychowany w wierze katolickiej, którą pielęgnuje także w dorosłym życiu.
Od urodzenia miał problemy ze wzrokiem, aż w końcu zdiagnozowano u niego wrodzoną jaskrę. Stwierdził, że decyzja matki o urodzeniu go i odrzuceniu zaleceń lekarza była dla niego inspiracją do sprzeciwienia się aborcji. Kiedy miał sześć miesięcy, przeszedł pierwszą z 27 operacji oczu, którym został poddany w dzieciństwie. Kiedy miał 12 lat, podczas gry w piłkę nożną miał wypadek (został uderzony blaszanym elementem piłki w oko, a wskutek silnego uderzenia piłką w głowę doznał wylewu krwi do mózgu), przez który całkowicie utracił wzrok. Przy ostatniej próbie przywrócenia wzroku lekarze użyli pijawek, jednak Boccelli pozostał niewidomy.
Jako młody chłopak wykazywał pasję do muzyki. Odtwarzana na gramofonie muzyka poważna była jedyną rzeczą, która go cieszyła. Gdy jego niania, Oriana, podarowała mu pierwszą płytę – album Franco Corellego, Bocelli zaczął myśleć o zostaniu tenorem. Kiedy miał siedem lat, był w stanie rozpoznać słynne głosy tamtych czasów i próbował je naśladować. Uczył się w szkole z internatem w Reggio nell’Emilia, gdzie nauczył się czytać w alfabecie Braille’a i chodził na lekcje muzyki. Kiedy miał siedem lat, rozpoczął naukę gry na fortepianie, a podczas nauki w Istituto Francesco Cavazza w Bolonii uczył się śpiewu, gry na flecie, saksofonie i gitarze, a także podjął pierwsze próby komponowania własnych pieśni. W międzyczasie uczęszczał na zajęcia z jazdy konno w szkole jeździeckiej w rejonie Maremma. Pierwszy koncert dał w małej wiosce niedaleko miejsca, w którym się urodził. Kiedy miał 12 lat, zdobył pierwszą nagrodę – złoty medal Małgorzaty (wł. Margherita d’Oro) podczas konkursu piosenki w Viareggio, na którym wykonał utwór „’O sole mio”. Po sukcesie w konkursie chciał wystąpić na Festival of Castrocaro, jednak jego rodzice się na to nie zgodzili, twierdząc, że ich syn jest za młody na start w tym wydarzeniu.
Po skończeniu szkoły średniej w Pontedera w 1980 studiował prawo na Uniwersytecie w Pizie, a pracę dyplomową napisał o francuskim myślicielu i filozofie Monteskiuszu. Po ukończeniu studiów prawniczych zaczął pracować jako publiczny obrońca w sądzie Palazzo di Giustizia w Pizie, jednak po roku porzucił pracę na rzecz rozwijania kariery muzycznej. Jeszcze w trakcie studiów rozwijał zagrał swoje pierwsze płatne koncerty w lokalnych klubach i kawiarniach (m.in. w „Boschetto”), gdzie prezentował standardy muzyki pop. W tym okresie był pod wpływem twórczości artystów, takich jak m.in. Frank Sinatra, Charles Aznavour, Jacques Brel, Édith Piaf i Francesco Guccini. Za pieniądze zarobione na koncertowaniu opłacał kolejne lekcje gry na fortepianie i śpiewu, którego uczył się u Luciano Bettariniego i Franco Corellego. Swoje najlepsze wykonania nagrał na demo, które rozsyłał po wytwórniach muzycznych w nadziei na podpisanie kontraktu. Studiował śpiew operowy w La Spezii, z którego uzyskał tytuł magistra, napisawszy pracę pt. „Wartość i znaczenie śpiewu operowego na początku trzeciego tysiąclecia”, której obszerny tekst jest poświęcony stanowi sztuki opery i jej interpretatorom, wzbogacony o szereg artykułów podpisanych przez muzykologów i uczonych, a także przez Plácido Domingo.

### Kariera artystyczna

#### Lata 1992–1997: Festiwal w San Remo i pierwsze cztery albumy
W 1992 włoski gwiazdor rocka Zucchero zapoznał się z nagraniami Bocellego i zaproponował mu nagranie partii tenora w demo swojej piosenki „Miserere”, aby wysłać je włoskiemu tenorowi Luciano Pavarottiemu. Pavarotti, będąc pod wrażeniem talentu początkującego tenora, zasugerował Zuccherowi nagranie utworu z Bocellim. Piosenka stała się przebojem w Europie. Bocelli towarzyszył Zuccherowi podczas europejskiej trasy koncertowej w 1993, śpiewając w duecie, jak i solo np. „Nessun dorma” z opery Turandot Giacomo Pucciniego. Bocelli podpisał kontrakt z wytwórnią Sugar Music w Mediolanie po tym, jak Caterina Caselli usłyszała, jak Bocelli śpiewa na przyjęciu urodzinowym Zucchero. Zatrudnił także menedżera, którym został Michele Torpedine, dotychczasowy agent Zucchero. W grudniu wziął udział w Festiwalu Piosenki Włoskiej w San Remo, a za wykonanie utworu „Miserere” zajął pierwsze miejsce, otrzymując najwyższe noty w historii sekcji debiutantów („Giovani”). 28 grudnia zadebiutował w świecie muzyki klasycznej koncertem w Teatro Municipale w Reggio nell’Emilia.
W lutym 1994 wystartował w konkursie głównym Festiwalu Piosenki Włoskiej w San Remo z „Il mare quieto della sera” i ponownie z rekordowym wynikiem od jury zwyciężył w sekcji debiutantów („Nuove Proposte”). W kwietniu tego samego roku wydał swój debiutancki album pt. Il mare calmo della sera, z którym wszedł do pierwszej dziesiątki list sprzedaży we Włoszech, a za jego wysoką sprzedaż uzyskał certyfikat platynowej płyty w kraju. W maju odbył trasę koncertową z piosenkarką pop Gerardiną Trovato. We wrześniu wystąpił – na zaproszenie Luciano Pavarottiego – podczas corocznego koncertu charytatywnego Pavarotti International w Modenie, na którym zaśpiewał m.in. „Mattinata” Ruggero Leoncavallo i „Notte e Piscatore” Maurizio Morante w duecie z Pavarottim. We wrześniu zadebiutował w operze jako Makduf w Makbecie Verdiego w Teatro Verdi w Pizie. Bocelli był agnostykiem, ale ok. 1994, częściowo w wyniku zanurzenia się w twórczości rosyjskiego pisarza Lwa Tołstoja, powrócił do praktykowania wiary katolickiej. W Boże Narodzenie w Bazylice św. Piotra w Rzymie wykonał hymn „Adeste Fideles” przed papieżem Janem Pawłem II. Jako zwycięzca sekcji debiutantów na Festiwalu Piosenki Włoskiej w San Remo w 1994, Bocelli wziął udział w konkursie głównym podczas kolejnej edycji festiwalu; z utworem „Con te partirò” zajął czwarte miejsce. Piosenka znalazła się na jego drugim albumie pt. Bocelli, wyprodukowanym przez Mauro Malavasiego i wydanym w listopadzie 1995. Utwór stał się najlepiej sprzedającym się singlem wszech czasów w Belgii (spędził tam 12 tygodni na szczycie listy przebojów), cieszył się także popularnością m.in. we Francji (sześć tygodni na pierwszym miejscu listy przebojów) i w Niemczech (sprzedano tam 2 mln egzemplarzy singla). Latem 1995 wystąpił w cyklu koncertów promenadowych Night of the Proms, które obejmowały występy w Holandii, Belgii, Niemczech, Hiszpanii i Francji. W tym samym roku wydał album pt. Viaggio Italiano, na którym umieścił arie operowe i piosenki neapolitańskie.
W 1996 zaproszony do zaśpiewania w duecie z angielską sopranistką Sarah Brightman podczas finałowej walki niemieckiego boksera Henry’ego Maskego. Zmieniając tytułowy tekst piosenki „Con te partirò” na „Time to Say Goodbye”, nagrali ją w duecie z członkami London Symphony Orchestra i zaśpiewali jako pożegnanie Maskego. Singiel zadebiutował na pierwszym miejscu listy przebojów w Niemczech, na którym utrzymał się przez 14 tygodni. Ze sprzedażą prawie trzech milionów egzemplarzy i sześciokrotną platyną, „Time to Say Goodbye” przyćmił poprzedni najlepiej sprzedający się singiel o ponad milion egzemplarzy oraz stał się bestsellerem wszech czasów w Niemczech i Szwajcarii. Duetowa wersja „Con te partirò” Bocellego i Brightman została wykorzystana w filmie Ostrza chwały (2007), a zawodnik mieszanych sztuk walki K-1, Yoshihiro Akiyama, zaczął używać jej jako muzyki na wejście na ring.
Również w 1996 Bocelli znalazł się na szczycie hiszpańskiej listy singli dzięki duetowi z Martą Sánchez „Vivo por ella”, hiszpańskiej wersji „Vivo per lei”, nagranej z Giorgią na album Romanza z 1997. Nagrał także portugalską wersję piosenki z brazylijską piosenkarką Sandy. W tym samym roku nagrał „Je vis pour elle”, francuską wersję „Vivo per lei”, w duecie z francuską piosenkarką Hélène Ségarą; wydany w grudniu 1997 utwór stał się hitem w Belgii (Walonia) i Francji, gdzie osiągnął pierwsze miejsce na listach przebojów. 3 marca w Hamburgu wraz z Sarah Brightman odebrał nagrodę muzyczną ECHO za najlepszy singiel roku („Time to Say Goodbye”). Latem 1997 ruszył w trzymiesięczną trasę po Niemczech, w ramach której dał 22 koncerty plenerowe oraz 31 sierpnia zagrał koncert halowy w Oberhausen. Również w sierpniu wystąpił na corocznym festiwalu Pucciniego w Torre del Lago oraz wziął udział w Światowym Spotkaniu Młodzieży z papieżem Janem Pawłem II w Paryżu. 14 września w Monachium w Niemczech otrzymał nagrodę ECHO Klassik Bestseller of the Year za album Viaggio Italiano. 23 września wydał album pt. Romanza, który osiągnął wielki sukces komercyjny i rozszedł się na świecie w nakładzie ponad 7 mln egzemplarzy w rok po premierze. Również we wrześniu Bocelli wystąpił w koncercie Noc w Toskanii na Piazza dei Cavalieri w Pizie. Koncert został wyemitowany w stacji telewizyinej PBS. 27 września Bocelli zaśpiewał na Międzynarodowym Kongresie Eucharystycznym w Bolonii. 19 października wykonał arię „Nessun dorma” z Turandot na koncercie charytatywnym TeleFood, który został zorganizowany w Watykanie, aby podnieść świadomość na temat głodu na świecie. 25 października otrzymał nagrodę Bambi w kategorii Klassik w Kolonii.

#### Lata 1998–1999:Aria – The Opera Album,SognoiSacred Arias
W lutym 1998 zadebiutował główną rolą operową, grając Rodolfo w Cyganerii w Teatro Comunale w Cagliari. W marcu wydał album pt. Aria – The Opera Album. 19 kwietnia zadebiutował w Stanach Zjednoczonych koncertem podczas Szóstej Wiosennej Gali w John F. Kennedy Center for the Performing Arts w Waszyngtonie. Następnego dnia uczestniczył w przyjęciu w Białym Domu z ówczesnym prezydentem Billem Clintonem. 5 maja wystąpił w Monte Carlo, gdzie odebrał dwie nagrody World Music Award za wygraną w kategoriach: najlepiej sprzedający się włoski piosenkarz (za sprzedaż płyty Romanza) i najlepiej sprzedający się artysta muzyki klasycznej (za sprzedaż płyty Viaggio Italiano). Został również uznany za jednego z 50 najpiękniejszych ludzi magazynu „People” w 1998. Od czerwca do sierpnia tego samego roku koncertował w Ameryce Północnej (w Pittsburgu, Nowym Jorku, Quebecu, Montrealu, Chicago i Bostonie) i Południowej. We wrześniu otrzymał nagrodę Echo Klassik za najlepiej sprzedający się album klasyczny (Aria – The Opera Album). W wigilię Dziękczynienia był gościem programu telewizyjnego Céline Dion dla CBS These Are Special Times, w którym zaśpiewał z nią „The Prayer”, duet nagrany na ścieżkę dźwiękową do filmu Magiczny miecz – Legenda Camelotu (1998).
W Nowy Rok 1999 dał dwa koncerty w hotelu „Bellagio” w Las Vegas. Podczas 56. ceremonii rozdania Złotych Globów, która odbyła się 24 stycznia, otrzymał nagrodę Złotego Globu za najlepszą oryginalną piosenkę („The Prayer” z filmu Magiczny miecz – Legenda Camelotu). 24 lutego podczas 41. ceremonii rozdania nagród Grammy był nominowany do nagrody Najlepszy nowy artysta. 21 marca w Los Angeles Music Center zaśpiewał w duecie z Céline Dion na gali rozdania Nagród Akademii Filmowej, na której ich utwór „The Prayer” był nominowana do Oscara za najlepszą oryginalną piosenkę. W kwietniu 1999 wydał album pt. Sogno, który stał się bestsellerem i trafił do czołówki list sprzedaży w wielu krajach, m.in. w USA. Nagrał także hiszpańskojęzyczną wersję płyty – Sueńo, dzięki której zdobył popularność w krajach Ameryki Południowej i innych hiszpańskojęzycznych państwach. W ramach promocji płyty, od 11 do 24 kwietnia odbył tournée po zachodnim wybrzeżu Ameryki Północnej, od San Diego po Vancouver, z ostatnim występem w Hollywood Bowl w Los Angeles. 15 maja zaśpiewał pięć arii na imprezie zorganizowanej dla Billa Clintona w imieniu Partii Demokratycznej w Hollywood. Pod koniec maja odbył tournée po Portugalii i Hiszpanii, śpiewając z portugalską piosenkarką fado Dulce Pontes. 27 czerwca wziął udział w koncercie charytatywnym Michaela Jacksona na rzecz cierpiących dzieci na Stadionie Olimpijskim w Monachium. Od 10 lipca do 27 sierpnia występował gościnnie w siedmiu przedstawieniach Wesołej wdówki w Amfiteatrze w Weronie – jako „tenor Conte Andrea” wykonał trzy arie: „La donna è mobile” z Rigoletta Verdiego; „Tu, che m 'hai preso il cuor” z Krainy uśmiechu Franza Lehára i „Libiamo ne’ lieti calici” z La Traviata Verdiego. W międzyczasie, 30 lipca 1999, zaśpiewał „Hymn of the 2000 Holy Year” podczas prywatnej audiencji u Jana Pawła II w Castel Gandolfo, letniej rezydencji papieskiej. 10 września wraz z sopranistką Danielą Dessì i dwoma polskimi śpiewakami wystąpił w Teatrze Wielkim w Łodzi. Od 7 października do 19 listopada zadebiutował w Stanach Zjednoczonych w Werterze Julesa Masseneta w Detroit Opera House. W 1999 wystąpił także na Rodeo Drive w Beverly Hills i dał kolejne koncerty w Detroit, Cleveland i Chicago, a także pojawił się w pierwszym odcinku The Tonight Show Jaya Leno. Burmistrz Nowego Jorku Rudy Giuliani wręczył mu nagrodę Kryształowego Jabłka.
8 listopada 1999 wydał album pt. Sacred Arias, z którym dwa tygodnie później dotarł do pierwszego miejsca na listach przebojów US Classic Billboard, zostając pierwszym wokalistą, który zajął wszystkie trzy pierwsze miejsca na liście (z Aria – The Opera Album na drugim miejscu i Viaggio Italiano na trzecim miejscu). Album Sacred Arias zawierał także „Hymn of the 2000 Holy Year”, który w październiku stał się oficjalną wersją wybraną przez Watykan i który powstał na uroczystości jubileuszowe w grudniu 1999 w Watykanie. Aby promować swój nowy album, Bocelli nagrał koncert dla PBS w rzymskim kościele Santa Maria sopra Minerva, gdzie zaśpiewał większość piosenek z albumu. Program był nominowany do nagrody Emmy dla wybitnego programu muzyki klasycznej i tańca podczas 52. ceremonii rozdania nagród Emmy. We Florencji śpiewał na spotkaniu głów państw, a 29 listopada wystąpił – na zaproszenie królowej Elżbiety II – na dorocznym Royal Variety Performance w Birmingham. 30 listopada wydał autobiograficzną książkę pt. La musica del silenzio, która w 2017 została przekształcona w film jako The Music of Silence w reżyserii Michaela Radforda. Od 12 do 21 grudnia 1999 dał sześć koncertów w Barcelonie, Strasburgu, Lizbonie, Zagrzebiu, Budapeszcie i Mesynie, z których część była transmitowana w lokalnej telewizji. 31 grudnia zakończył maraton 24 koncertów w ciągu 30 dni koncertem w Nassau Veterans Memorial Coliseum w Nowym Jorku, gdzie powitał nowe tysiąclecie.

#### Lata 2000–2001:VerdiiCieli di Toscana
Na 42. ceremonii rozdania nagród Grammy był dwukrotnie nominowany: „The Prayer” była nominowana do nagrody Grammy w kategorii Best Pop Collaboration with Vocals oraz Best Male Pop Vocal Performance. 31 marca rozpoczął światową trasę koncertową pod hasłem „World Tour 2000”. W maju jego album Sacred Arias został wybrany albumem roku przez słuchaczy stacji radiowej Classic FM w Wielkiej Brytanii. Jego światowa trasa trwała od 12 do 14 maja z czterema koncertami w Japonii i Korei Południowej. Na zakończenie mistrzostw Europy w piłce nożnej wystąpił z Walerijem Giergijewem i Renée Fleming na koncercie nad Mozą w Rotterdamie. 6 lipca wystąpił pod Statuą Wolności w Nowym Jorku podczas swojego trzeciego specjalnego programu PBS American Dream: Andrea Bocelli's Statue Of Liberty Concert. Koncert był dedykacją dla jego ojca, który zmarł na początku 2000. Towarzyszyła mu New Jersey Symphony Orchestra pod batutą Stevena Mercurio oraz sopranistki Ana María Martínez i Sarah Brightman. Na ostatni bis swojemu ojcu zadedykował „Sogno”. 17 sierpnia wystąpił w Messa da Requiem Giuseppe Verdiego w Amfiteatrze w Weronie. 11 września wydał album pt. Verdi. W tym samym miesiącu dał trzy koncerty w Australii i otrzymał l nagrodę Echo Klassik dla bestselleru roku (Sacred Arias). W listopadzie ukazało się jego pierwsze kompletne nagranie operowe La Bohème. W grudniu otrzymał nagrodę Goldene Europa za muzykę klasyczną.
W styczniu 2001 wcielił się w głównego bohatera opery L’amico Fritz Pietro Mascagniego w Teatro Filarmonico w Weronie i ponownie wykonał partię tenorową w Requiem Verdiego, a 19 marca ukazał się album o tym samym tytule z udziałem Bocellego. Od 22 marca do 6 kwietnia odbył tournée po Ameryce Północnej w towarzystwie Cecilii Gasdii i Hartford Symphony Orchestra. 17 czerwca wystąpił na ponownym otwarciu Krzywej Wieży w Pizie. W lipcu dał dwa koncerty w Dublinie z Aną Maríą Martínez i New Symphony Orchestra. 4 października w Scuola Grande di San Rocco w Wenecji zaprezentował album pt. Cieli di Toscana. W październiku otworzył w Katanii obchody 200. rocznicy urodzin sycylijskiego kompozytora operowego Vincenza Belliniego. 28 października zaśpiewał „Ellens dritter Gesang” Franza Schuberta (znany również jako „Ave Maria”) jako przedstawiciel wiary rzymskokatolickiej podczas koncertu upamiętniającego ofiary ataków z 11 września w strefie zero w Nowym Jorku. W listopadzie otrzymał nagrodę Platinum Europe Award za milionową sprzedaż albumu Cieli di Toscana, a podczas Italian Music Awards otrzymał nagrodę specjalną Federazione Industria Musicale Italiana za zasługi jako „ambasador muzyki włoskiej na świecie". Razem z Aną Maríą Martínez zagrał jeszcze siedem koncertów w USA, a 23 grudnia zaśpiewał hymn narodowy Włoch oraz utwory Belliniego i Verdiego podczas tradycyjnego koncertu bożonarodzeniowego we włoskim Senacie, transmitowanego na żywo w telewizji.

#### Lata 2002–2005:SentimentoiAndrea
5 lutego w Berlinie odebrał nagrodę Goldene Kamera w kategorii „Music & Entertainment”, a 6 marca w Monte Carlo otrzymał nagrody World Music Awards dla: najlepiej sprzedającego się artysty klasycznego na świecie oraz najlepiej sprzedającego się artysty włoskiego. 11 marca z towarzyszeniem orkiestry Teatro La Fenice pod dyrekcją Lorina Maazela dał koncert na rzecz pokoju w bazylice św. Marka w Wenecji. 15 marca wziął udział w otwarciu Walt Disney Studios Park w Marne-la-Vallée we Francji. 7 maja wraz z Tonym Renisem otrzymał nagrodę Telegatto za ścieżkę dźwiękową do serialu Cuore. 23 maja otrzymał nagrodę BRIT Classical 2002 za „wybitny wkład w muzykę”. 27 maja wystąpił w Villa Madama w Rzymie przed prezydentem USA George’em W. Bushem i prezydentem Włoch Silvio Berlusconim. Następnego dnia wziął udział w koncercie charytatywnym „Pavarotti & Friends” w Modenie na rzecz Angoli. W czerwcu odbył kolejne tournée po Stanach Zjednoczonych. 26 lipca i 3 sierpnia wcielił się w postać porucznika Pinkertona w Madame Butterfly na 48. Festiwalu Pucciniego w Torre del Lago. 14 października premierowo zaprezentował materiał z albumu pt. Sentimento, który nagrał z Lorinen Maazelem. Płytę wydali 4 listopada i osiągnęli z nią sukces komercyjny, sprzedając ją w ponad dwóch milionach egzemplarzy w 40 dni. 24 października w Zurychu rozpoczął trasę koncertową, która obejmowała duże areny w kilku miastach Europy i Ameryki Północnej.
W lutym 2003 wykonał „Madame Butterfly” na ekskluzywnym koncercie w Monte Carlo, w którym uczestniczyła Karolina Hanowerska. W marcu po raz pierwszy pojawił się jako producent na Festiwalu Piosenki Włoskiej w San Remo, gdzie młodzi artyści Allunati i Jacqueline Ferry śpiewali dla jego nowej wytwórni płytowej Clacksong. Na prywatnej gali charytatywnej dla Królewskiego Narodowego Instytutu Niewidomych zaśpiewał przed brytyjską rodziną królewską. Dzień później otrzymał dwie nagrody Classical BRIT Award w Royal Albert Hall w Londynie za najlepiej sprzedający się album klasyczny i album roku (oba za Sentimento). 24 maja wraz z sopranistkami Marią Luigią Borsi i Lucią Dessanti, barytonem Soo Kyung Ahn oraz skrzypaczką Ruth Rogers w towarzystwie Marcello Roty i Orkiestry Città di Pisa wystąpił na koncercie charytatywnym Fundacji Arpa na rzecz Filmu, Muzyki i Sztuki na Piazza del Campo w Sienie. Trzy dni później został ponownie zaproszony do „Pavarotti & Friends” i razem z Pavarottim zaśpiewał składankę pieśni neapolitańskich. W czerwcu kontynuował trasę koncertową w Atenach i na Cyprze. We wrześniu wziął udział w koncercie dla dygnitarzy Unii Europejskiej w Parco della Musica w Rzymie. Następnie wznowił swoją trasę koncertową w towarzystwie Marii Luigii Borsi, Ruth Rogers i Marcello Roty. W październiku zdobył nagrodę „Favourite Specialist Performer” na gali rozdania UK National Music Awards. W listopadzie po raz kolejny koncertował w Stanach Zjednoczonych, tym razem w towarzystwie Any Marii Martinez, Kallen Esperian i Stevena Mercurio. W grudniu dał swój pierwszy koncert w Chinach, a pod koniec miesiąca zaśpiewał „Ave Maria” Gounoda na weselu Pavarottiego w Modenie.

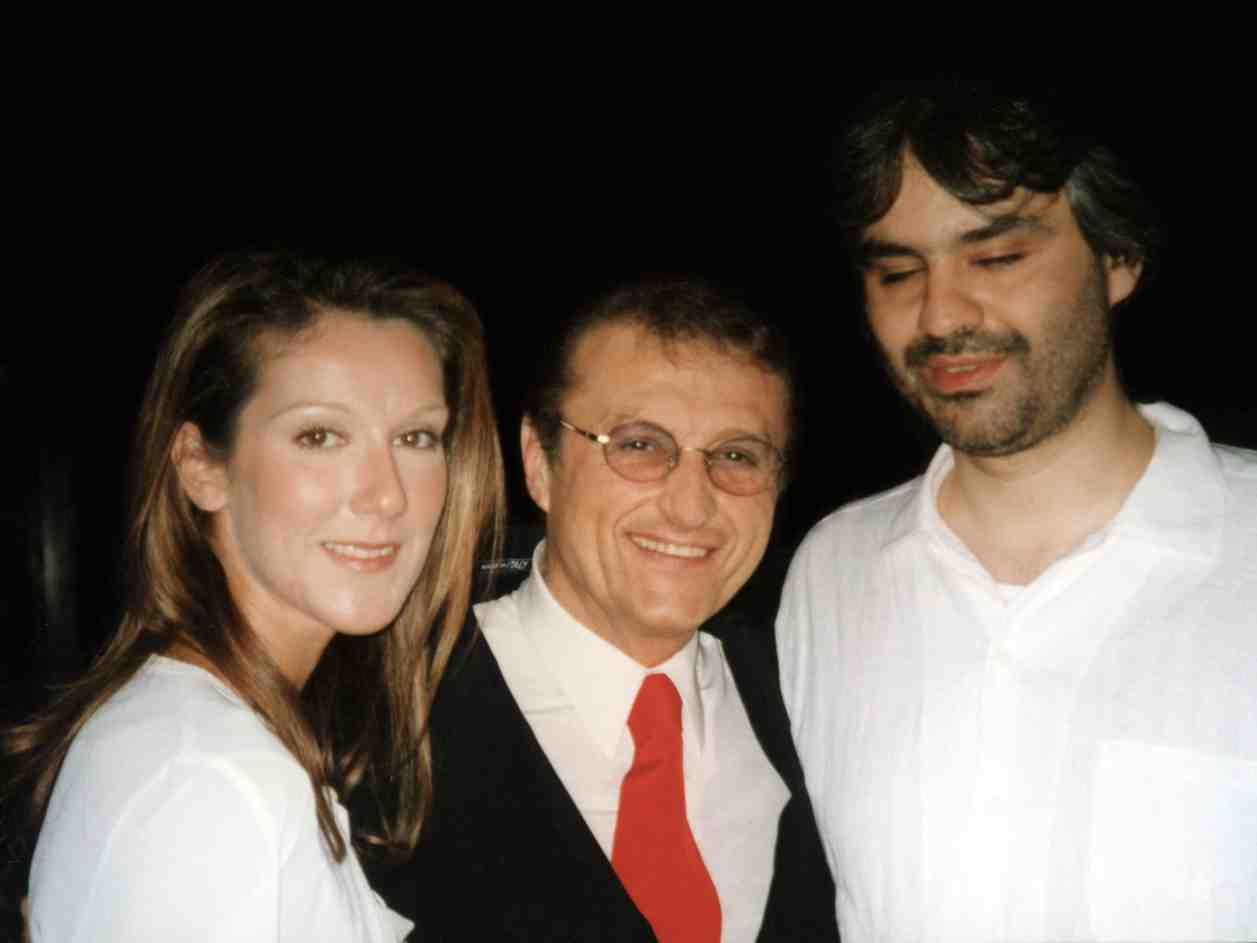
Céline Dion, Tony Renis i Bocelli (2004)

W styczniu 2004 w Bolonii wystąpił jako Werter w czterech przedstawieniach opery pod tym samym tytułem. W kwietniu i maju ponownie odbył tournée po Azji, odwiedzając Manilę, Hongkong i Singapur. W maju wziął udział w koncercie w Circus Maximus w Rzymie zorganizowanym przez Quincy’ego Jonesa inaugurującym projekt We are the Future. W czerwcu ukazała się jego trzecia kompletna opera Il trovatore. W lipcu zagrał rolę Mario Cavaradossiego w Tosca na 50. Festiwalu Pucciniego w Torre del Lago i wziął udział w globalnej kampanii Międzynarodowego Komitetu Olimpijskiego na Letnie Igrzyska Olimpijskie 2004 w Atenach. We wrześniu odbył trasę koncertową „Once in a Lifetime” w Australii z koncertami w Sydney i Melbourne oraz jednym koncertem w Christchurch w Nowej Zelandii, gdzie na scenie dołączyła do niego nowozelandzka sopranistka Hayley Westenra. 15 października wystąpił w Wielkiej Hali Ludowej w Pekinie, a 17 października w Wielkiej Sali w Szanghaju.
Na początku 2005 był w trasie koncertowej, w tym na Maderze, Węgrzech, Norwegii, USA, Wielkiej Brytanii, Włoszech i Niemczech. Pojawił się także w jednym z odcinków Ulicy Sezamkowej, śpiewając „Time to Say Goodnight”, parodię „Time to Say Goodbye” jako kołysankę dla Elmo. 21 marca wystąpił na koncercie charytatywnym Music for Asia w Rzymie, transmitowanym przez telewizję Italia 1, na rzecz pomocy dla ludzi dotkniętych trzęsieniem ziemi na Oceanie Indyjskim w 2004 roku.

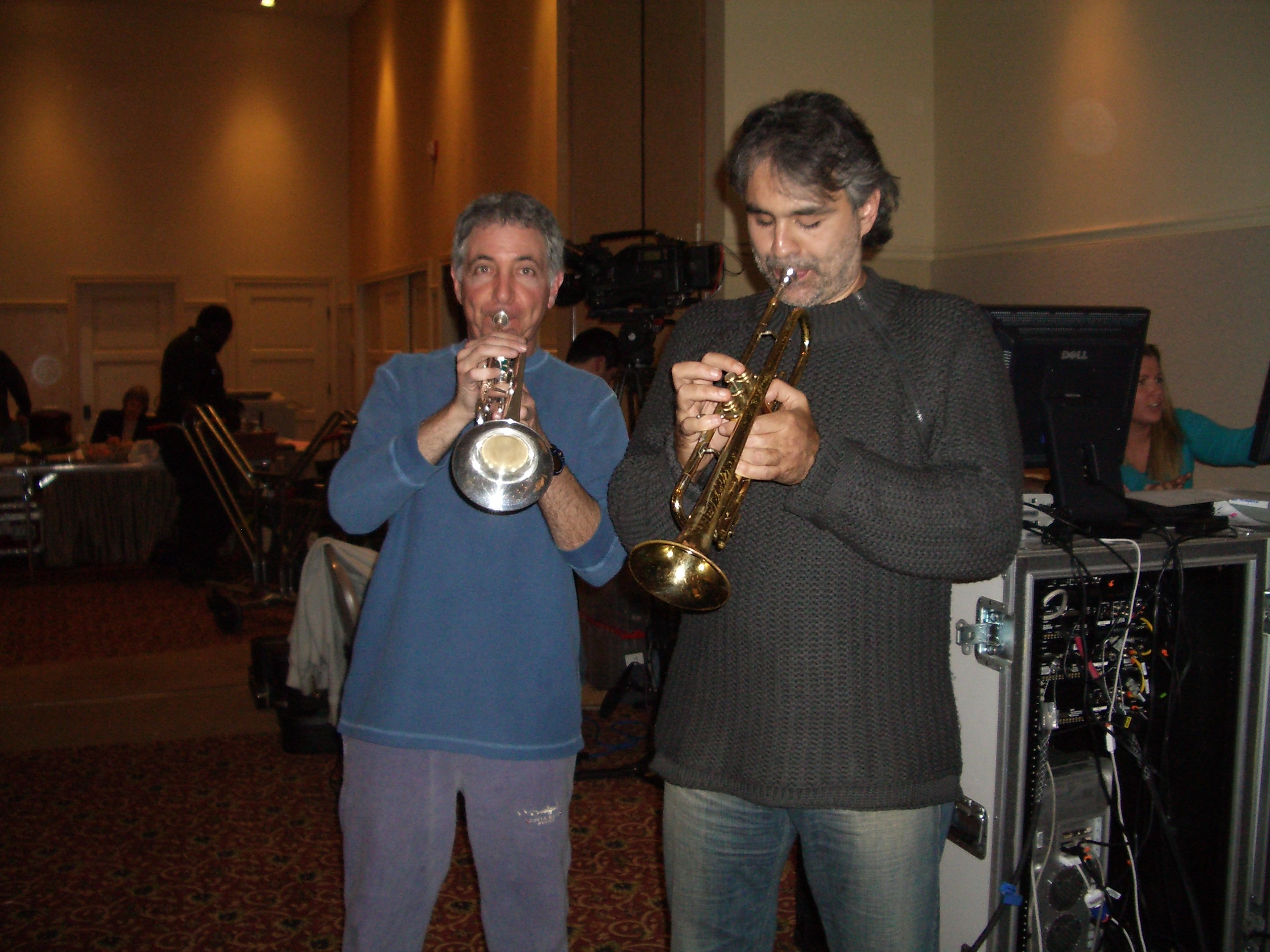
Randy Waldman i Bocelli grający na trąbkach podczas prób do występu w Lake Las Vegas (2005)

W czerwcu wystąpił w Deutsche Opera w Berlinie. 2 lipca wystąpił na paryskim koncercie w ramach imprezy Live 8. Również w drugiej połowie roku występował w Chorwacji, Serbii, Włoszech, USA, Dubaju, Szwajcarii i Skandynawii. 28 sierpnia wystąpił na festiwalu Faenol w Vaynol w Walii, zorganizowanym przez walijskiego bas-barytona Bryna Terfela. W grudniu zagrał swój pierwszy koncert muzyki współczesnej w Lake Las Vegas w Nevadzie w USA. Występ został nagrany dla PBS i wydany na albumie pt. Under the Desert Sky. Bocelli brał także udział w Royal Christmas Show, który w grudniu odbywał się w kilku miastach w USA. W grudniu wydał album pt. Werther.

#### Lata 2006–2007:Amore,VivereiGreatest hits

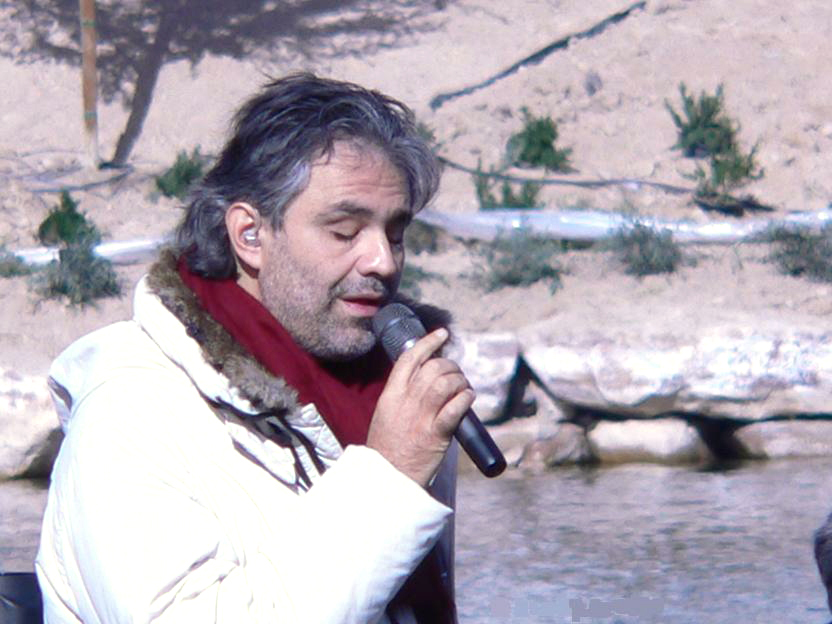
Bocelli podczas próby do koncertu Under the Desert Sky w Lake Las Vegas (2006)

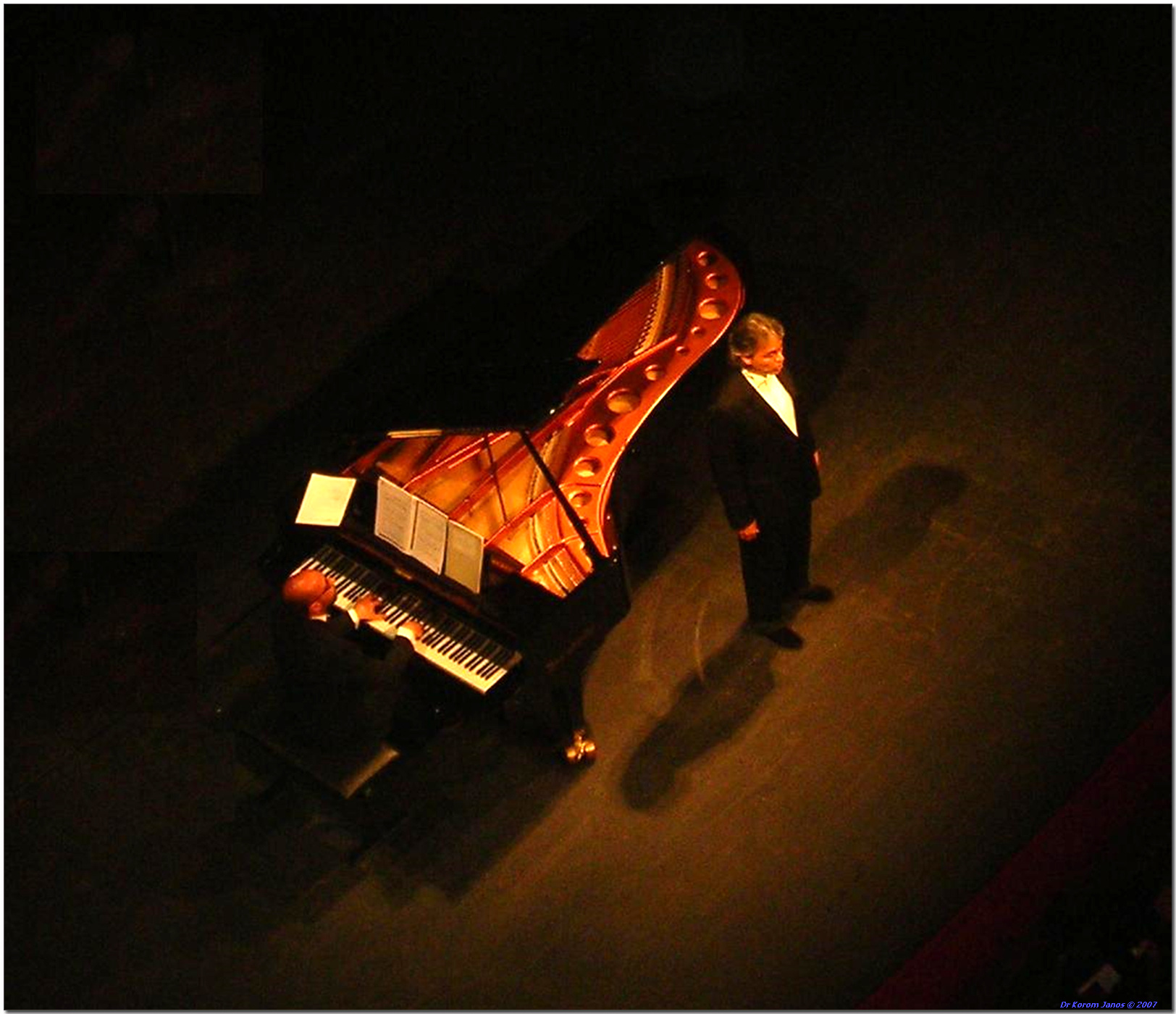
Andrea Bocelli (2007)

18 lutego 2006 zaśpiewał w Toyota Center w Houston podczas imprezy All-Star Weekend NBA, transmitowanej w TNT. 26 lutego zaśpiewał „Because We Believe” z albumu pt. Amore podczas ceremonii zamknięcia Igrzysk Olimpijskich w Turynie. Rozpoczął też kolejną trasę koncertową na Piazza di Castello w Turynie. W marcu został uhonorowany przez ówczesnego prezydenta Carlo Azeglio Ciampiego Wielkim Oficerem Orderu Zasługi Republiki Włoskiej. Nagroda została mu wręczona 4 marca na Festiwalu Piosenki Włoskiej w San Remo, na którym wystąpił w duecie z amerykańską piosenkarką Christiną Aguilerą. Od 31 marca do 2 kwietnia brał udział w Maggio Musicale we Florencji, gdzie śpiewał „Canto di pace” autorstwa Marco Tutino i partię tenorową z Messa di Gloria Gioacchino Rossiniego oraz w Neapolu, gdzie wziął udział w Petite messe solennelle Rossiniego.
5 lipca 2007 wrócił do swojego rodzinnego miasta na koncert, z gościnnym udziałem Kenny’ego G, Heather Headley, Lang Lang, Elisy Toffoli, Sarah Brightman i Laury Pausini, w nowo utworzonym Teatro del Silenzio. Koncert został później wydany jako album pt. Vivere Live in Tuscany. We wrześniu Bocelli zadebiutował w Avery Fisher Hall w Nowym Jorku czterema koncertami. W październiku ukazał się album operowy Pagliacci Ruggero Leoncavallo z Bocellim śpiewającym rolę Canio. W listopadzie Bocelli otrzymał dwie nagrody na gali rozdania World Music Awards: dla najlepszego włoskiego artysty i dla najlepiej sprzedającego się artysty klasycznego na świecie. W grudniu zakończył swoją trasę koncertową, która obejmowała występy w Ameryce Północnej i Europie.
8 września 2007 zaśpiewał aranżację Ave verum corpus Mozarta na pogrzebie Luciano Pavarottiego w Modenie. 21 października 2007 zaśpiewał „Con te partirò” w brytyjskim programie rozrywkowym Strictly Come Dancing, a 30 października zaśpiewał „The Prayer” podczas programu ITV An Audience z Céline Dion. Wraz z włoską piosenkarką Laurą Pausini śpiewał Vive Ya podczas Latin Grammy Awards 2007. Piosenka, pierwotnie wydana w 1997 jako duet w języku włoskim na albumie Romanza, została również wydana w języku angielskim na albumie z 2007 – The Best of Andrea Bocelli: Vivere (jako „Dare to Live'”). Album Vivere sprzedał się w ponad 3 milionach egzemplarzy.

#### Rok 2008:IncantoiCarmen

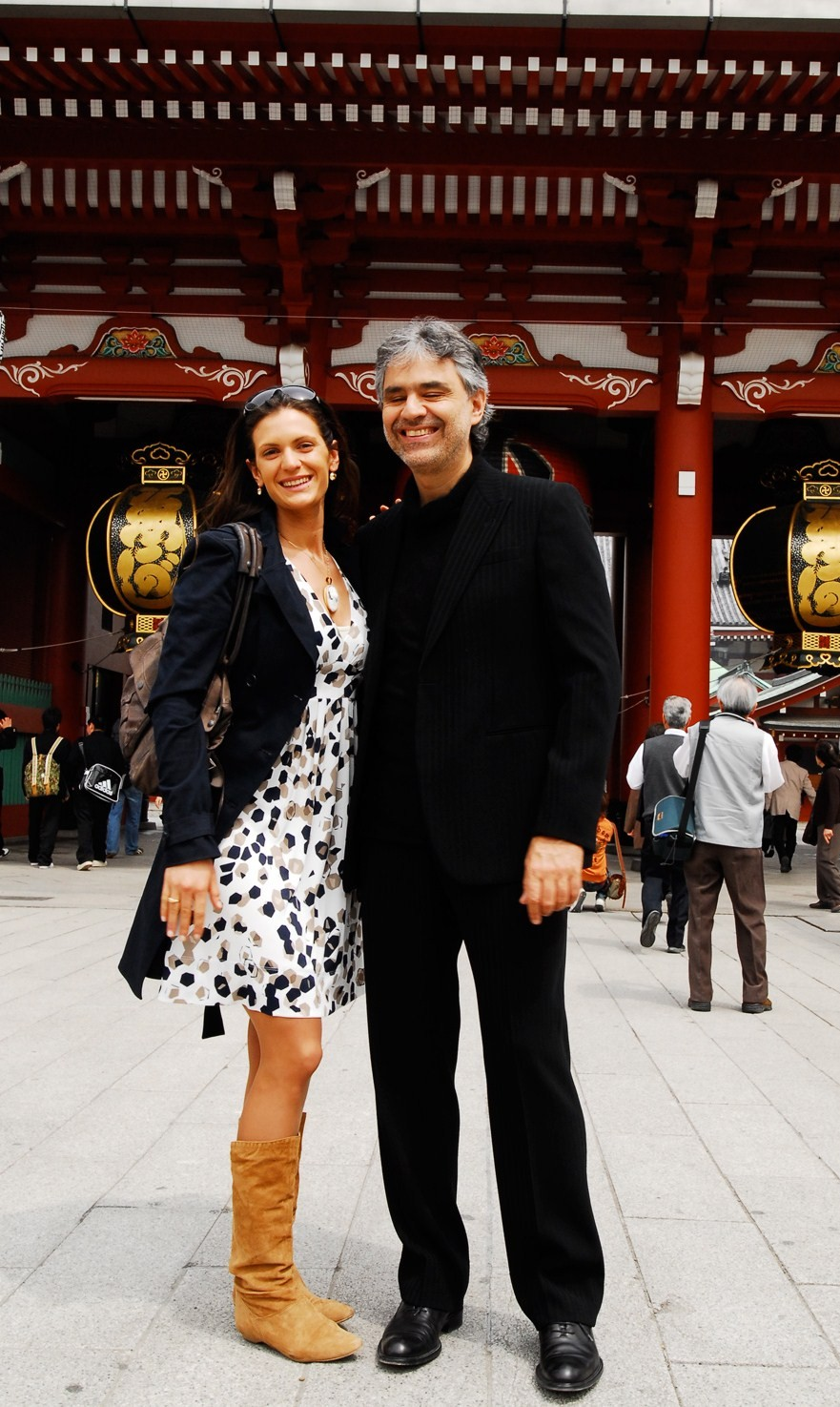
Bocelli z narzeczoną Veronicą Berti w Tokio w Japonii podczas jego azjatyckiej trasy koncertowej (2008)

20 stycznia 2008 otrzymał w Rzymie platynową nagrodę telewizyjną Telegatto za „włoską muzykę na świecie”. Podczas ceremonii zaśpiewał „La voce del silenzio” i „Odważ się żyć”. Aby promować album Vivere, 1 lutego wykonał „Canto della Terra” w The Alan Titchmarsh Show w BBC, udzielił wywiadu Fabio Fazio we włoskim talk-show Che tempo che fa w RAI 3. 2 lutego wykonał „Canto della terra”, „A te”, „Besame mucho”, a także „My Way”. 3 lutego pojawił się w The South Bank Show w Londynie, gdzie zaśpiewał francuską arię „Pour mon âme”. 10 lutego podczas 50. ceremonii wręczenia nagród Grammy, która odbyła się w Los Angeles, w hołdzie dla Luciano Pavarottiego wykonał z Joshem Grobanem „The Prayer”, a następnego dnia z Heather Headley zaśpiewał „Dare to Live” w The Tonight Show z Jay Leno.
W kwietniu odbył tournée po Azji, występując w Tokio, Taizhong i Seulu. 7 maja 2008 zaśpiewał w Steel Aréna w Koszycach. 13 maja zaśpiewał w „Teatro delle Muse” w Ankonie na koncercie charytatywnym dla „Francesca Rava – NPH Italia Onlus”, fundacji pomagającej biednym i niepełnosprawnym dzieciom na całym świecie. 23 maja podczas koncertu w Las Vegas w hołdzie kanadyjskiemu producentowi i autorowi tekstów Davidowi Fosterowi z Katharine McPhee zaśpiewał The Prayer. Później pochwalił filipińskiego nastoletniego piosenkarza Charice'a, którego po raz pierwszy usłyszał na tym koncercie. 2 czerwca wystąpił na Piazza del Duomo w Mediolanie przed 80-tysięczną publicznością podczas koncertu z okazji rocznicy powstania Republiki Włoskiej. Od 17 do 28 czerwca grał rolę Dona José, u boku węgierskiej mezzosopranistki Ildikó Komlósi grającej Carmen, w operze Georges’a Bizeta w Teatro dell’Opera di Roma w Rzymie. W tym samym roku wydał całe nagranie operowe Carmen, które nagrał w 2005. Nagranie zostało wydane na arenie międzynarodowej dopiero w marcu 2010. 20 lipca Bocelli dał swój trzeci koncert w Teatro del Silenzio w Lajatico; koncert był hołdem dla włoskiego kina. 31 lipca wystąpił przed ponad 18 tysiącami osób na koncercie w parku Vingis w Wilnie, a pod koniec koncertu wykonał dwa duety – „Canto Della Terra” i „The Prayer” – z australijską piosenkarką Tiną Areną. 7 sierpnia dał koncert charytatywny w Medziugoriu z towarzyszeniem Czeskiej Narodowej Orkiestry Symfonicznej. Przez resztę sierpnia był w kolejnej trasie koncertowej po Australii i Nowej Zelandii, a na wszystkich pięciu koncertach wystąpiła z nim Tina Arena. 26 września podczas Festiwalu Veneto w kościele Eremitani w Padwie dał koncert z okazji 150. rocznicy urodzin Giacoma Pucciniego. 10 i 11 października wystąpił w Petrze, śpiewając „Dare to Live” z Laurą Pausini oraz solowo „E Lucevan le Stelle” z albumu Tosca. 19 października podczas rozdania nagród ECHO w Niemczech zaśpiewał „`O surdato ’nnammurato” i „Non Ti Scordar Di Me” z sopranistką Cecilią Bartoli, a później uhonorował ją nagrodą ECHO. 24 października wystąpił na Piazza del Plebiscito w Neapolu w hołdzie miastu. 31 października w programie The Oprah Winfrey Show wykonał „The Prayer” i „Because”. 21 i 22 listopada wystąpił w kwartecie (sopran Sabina Cvilak, mezzosopran Kate Aldrich i bas Alexander Vinogradov), który zaśpiewał Petite messe solennelle Rossiniego pod batutą Plácido Domingo w Washington National Opera w Waszyngtonie. Bocelli zaśpiewał dwa razy, a później wraz z Domingo wykonał arię „Au fond du temple saint”, która była pierwszą, jaką kiedykolwiek razem zaśpiewali. 25 i 26 listopada wystąpił u boku sopranistki Veróniki Villarroel w operze Cavalleria rusticana Mascagniego w Municipal Auditorium w San Antonio w Teksasie. 28 listopada dał koncert w Atrio de la Catedral w Campeche, gdzie zaśpiewał piosenki z Incanto, a także hiszpańskie hity, m.in. „Bésame mucho”, „Somos novios”, lAmapola” i „Por ti volare”.

## Życie prywatne

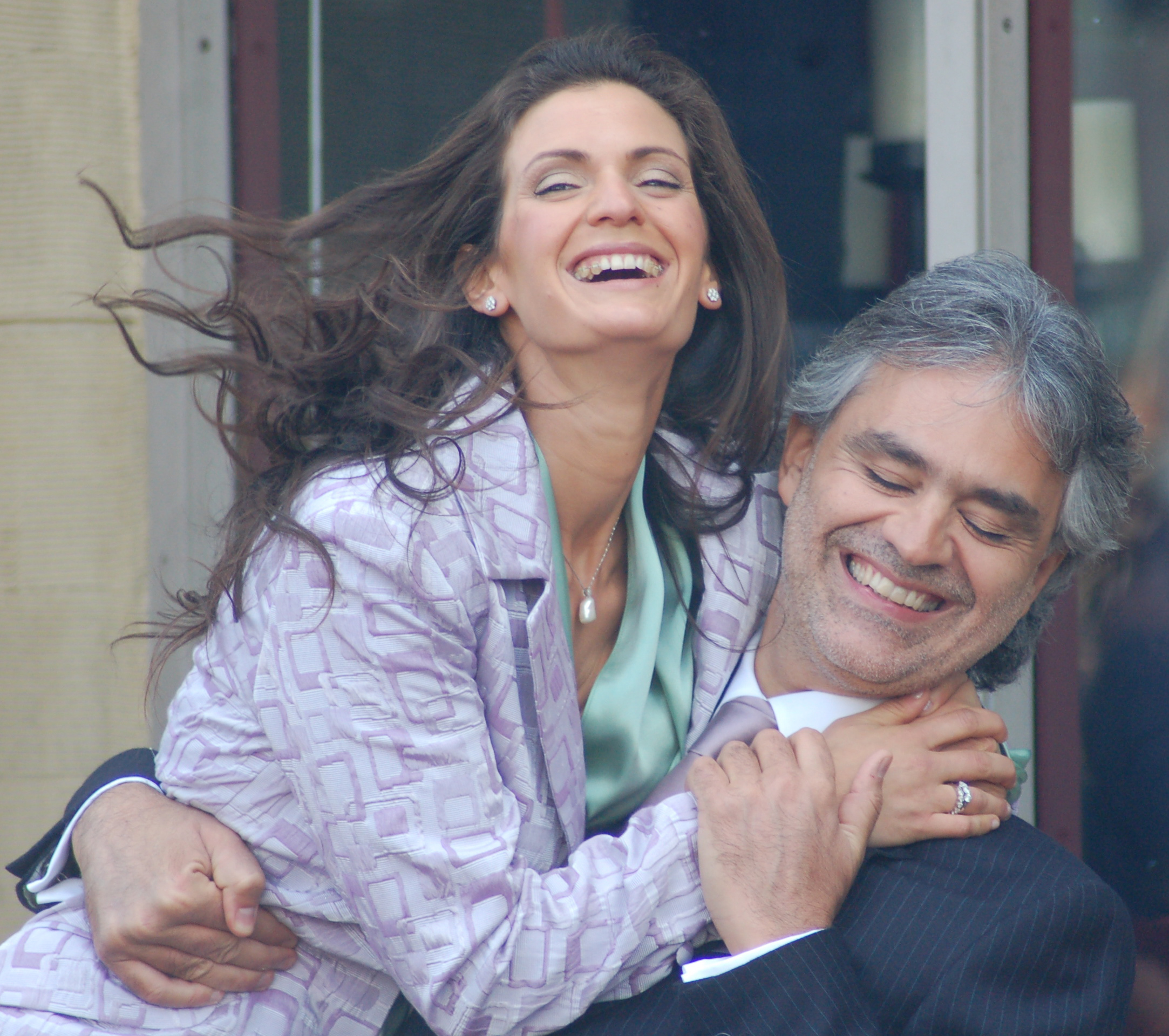
Bocelli z narzeczoną Veronicą Berti (2010)

27 lipca 1992 ożenił się z Enricą Cenzatti, z którą ma dwóch synów: Amosa (ur. 22 lutego 1995) i Matteo (ur. 8 października 1997), który również jest piosenkarzem. Bocelli rozwiódł się z żoną po 10 latach małżeństwa. 21 marca 2014 ożenił się z Veroniką Berti, z którą ma córkę, Virginię (ur. 21 marca 2012).

## Krytyka
W maju 2003 ukazało się drugie nagranie kompletnej opery z jego udziałem (Tosca), jednak nie zostało ono dobrze przyjęte. Andreas Dorschel zwrócił uwagę na „monochromatyczną barwę” i „niewielką zmienność” w wykonaniu Bocellego:

Cokolwiek Cavaradossi cierpi, np. tortury, Bocelli nie wydaje się tego rejestrować, ale trwa w muzycznym odpowiedniku stoickiej obojętności.

Ze względu na technikę wokalną Bocelli występuje głównie na stadionach i w salach koncertowych oraz w telewizji, gdzie występuje z użyciem systemów nagłośnieniowych oraz przy udziale realizatorów dźwięku. Rzadko natomiast występuje w spektaklach operowych, które spotykają się z ogólnie negatywną opinią znawców. Zauważa się w nich m.in. nieprawidłową technikę oddychania, niewłaściwe frazowanie oraz brak zaangażowania emocjonalnego w muzykę. Braki te jednak nie ujawniają się w rozrywkowym (popularnym) repertuarze artysty. Hiszpański tenor Plácido Domingo określił Bocellego jako wielki talent artysty z kręgu kultury pop, który nie jest jednak śpiewakiem operowym.

## Nagrody i wyróżnienia
Andrea Bocelli jest zdobywcą wielu nagród i wyróżnień. Wśród najważniejszych znajdują się Złoty Glob, World Music Award, Brit Awards, Billboard Latin Music Awards, Bambi Award. Był nominowany do Emmy, Nagrody Grammy i Latin Grammy Awards.
W 2006 roku został odznaczony Orderem Zasługi Republiki Włoskiej (Grande Ufficiale Ordine al Merito della Repubblica Italiana), natomiast w 2009 Orderem Zasługi Duarte, Sáncheza i Melli (Dominikana) za wkład w międzynarodową kulturę i sztukę.
W 2010 roku jego gwiazda znalazła się w Hollywood Walk of Fame.

## Dyskografia
| 1994                           | Il mare calmo della sera - Data: 18 kwietnia 1994 - Wydawca: Polygram International | –   | –  | –  |                                             |
| 1995                           | Bocelli - Data: 13 listopada 1995 - Wydawca: Polygram International                 | –   | –  | –  | - DEU: 4x platyna                           |
| 1996                           | Viaggio italiano - Data: 1996 - Wydawca: Polygram International                     | 153 | 24 | –  | - USA: złoto - DEU: złoto                   |
| 1998                           | Aria – the opera album - Data: 1998 - Wydawca: Philips Records                      | 59  | 38 | –  | - USA: platyna - DEU: złoto - POL: złoto    |
| 1999                           | Sogno - Data: 6 kwietnia 1999 - Wydawca: Philips Records                            | 4   | 4  | –  | - USA: 2x platyna - DEU: złoto - POL: złoto |
| 1999                           | Sacred Arias - Data: 1999 - Wydawca: Philips Records                                | 22  | 20 | –  | - USA: platyna - POL: platyna               |
| 2000                           | Verdi - Data: 2000 - Wydawca: Philips Records                                       | 23  | 17 | –  | - USA: złoto                                |
| 2001                           | Cieli di Toscana - Data: 16 października 2001 - Wydawca: Decca, Sugar Records       | 11  | 3  | 6  | - USA: platyna                              |
| 2002                           | Sentimento - Data: 5 listopada 2002 - Wydawca: Decca, Sugar Records                 | 12  | 7  | –  | - USA: platyna                              |
| 2004                           | Andrea - Data: 2004 - Wydawca: Decca, Sugar Records                                 | 16  | 19 | –  | - USA: platyna                              |
| 2006                           | Amore - Data: 31 stycznia 2006 - Wydawca: Sugar, Opera & Blues, Decca               | 3   | 4  | 31 | - USA: platyna - POL: platyna               |
| 2008                           | Incanto - Data: 4 listopada 2008 - Wydawca: Decca Records, Universal                | 8   | 12 | 5  | - POL: platyna                              |
| 2009                           | My Christmas - Data: 3 listopada 2009 - Wydawca: Universal, Philips, Decca, Sugar   | 2   | 18 | 1  | - USA: 2x platyna - POL: złoto              |
| 2013                           | Passione - Data: 29 stycznia 2013 - Wydawca: Universal, Verve, Decca, Sugar         | 87  | 7  | 1  | - POL: platyna                              |
| 2015                           | Cinema - Data: 23 października 2015 - Wydawca: Universal, Verve, Sugar              | 10  | 3  | 5  | - POL: 3x platyna                           |
| 2018                           | Sì - Data: 26 października 2018 - Wydawca: Sugar, Decca                             |     |    |    | - POL: 2x platyna                           |
| „–” pozycja nie była notowana. |                                                                                     |     |    |    |                                             |